# Morfip
Els morfips (Morphippus) són un gènere extint de mamífers notoungulats de la família dels notohípids que visqueren a Sud-amèrica durant l'Oligocè, fa entre 21 i 29 milions d'anys. Se n'han trobat restes fòssils a la província argentina de Santa Cruz. Eren aproximadament igual de grossos que una cabra. Tenien el cap més aviat gros i el musell curt. La dentadura mancava de diastemes i les dents postcanines eren de tipus hipsodont, és a dir, estaven dotades de corones altes. El nom genèric Morphippus significa ‘[amb] forma de cavall’.